# Francisco Casavella
Francisco Casavella, pseudònim de Francisco García Hortelano (Barcelona, 15 d'octubre de 1963 - 17 de desembre de 2008), fou un escriptor català en castellà.
L'autor mai va fer servir la seva veritable identitat per signar les seves obres per la coincidència en el nom del també novel·lista Juan García Hortelano.

## Biografia
Francisco Casavella va obtenir el Premi Tigre Juan a la millor novel·la inèdita als 27 anys amb l'obra El triunfo (1990). Posteriorment va publicar Quédate (1993), Un enano español se suicida en Las Vegas (1997), la novel·la juvenil El secreto de las fiestas (1997) i la trilogia El día del Watusi, formada per Los juegos feroces (2002), Viento y joyas (2002) i El idioma imposible (2003), un fresc de Barcelona en l'últim quart del segle xx, des del barraquisme de finals del franquisme fins als Jocs Olímpics de Barcelona 1992 i els escàndols econòmics dels anys 90. El 2008 guanyà el Premi Nadal amb l'última novel·la que va publicar, Lo que sé de los vampiros, una tragicomèdia de caràcter històric ambientada a l'Europa del segle xviii. Ha estat traduït a diversos idiomes.
Va ser guionista de la pel·lícula Antártida (1995), òpera prima del director Manuel Huerga, i va escriure per a diversos mitjans de premsa escrita com El País.
Va morir el 17 de desembre del 2008, als 45 anys, a conseqüència d'un infart.

## Obres
- El triunfo (1990, Versal), Premi Tigre Juan de novel·la
- Quédate (1993, Ediciones B)
- Un enano español se suicida en Las Vegas (1997, Anagrama)
- El secreto de las fiestas (1997, Anaya)
- Trilogia El día del Watusi
  - El día del Watusi. Los juegos feroces (2002, Mondadori)
  - El día del Watusi. Viento y joyas (2002, Mondadori)
  - El día del Watusi. El idioma imposible (2003, Mondadori)
- Lo que sé de los vampiros (2008, Destino), Premi Nadal 2008